# ロチェスター (ニューヨーク州)
ロチェスター（Rochester）は、アメリカ合衆国ニューヨーク州北西部、オンタリオ湖岸に位置する都市。同州モンロー郡の郡庁所在地である。人口は21万1328人（2020年）。ニューヨーク、バッファローに次ぐ州第3の都市である。モンロー郡を中心に5郡にまたがる都市圏人口は約106万人である。

## 概要
市はかつてFlour City（小麦粉の街）と呼ばれた。時代が下ると、同じ発音でFlower City（花の街）とも呼ばれるようになった。
この他、ボシュロムやイーストマン・コダックが本社を置き、ゼロックス創業の地であるロチェスターはThe World's Image Centre（世界のイメージの中心地）という別名も持っている。
また、ロチェスターは学術都市としての要素も持っている。ロチェスター大学はUSニューズ&ワールド・レポート誌の全米大学ランキングで常に上位に入る高評価を受けている。
その音楽学校であるイーストマン音楽学校はニューヨークのジュリアード音楽院、フィラデルフィアのカーティス音楽学校と並び称される高水準の音楽学校である。
ロチェスター工科大学は工学系の私立大学で、これも高い評価を受けている。これらのほかにも、ロチェスターとその近郊には14の大学がキャンパスを置いている。
なお、ニューヨーク州には「ロチェスター」という地名は2ヶ所に存在する。1つはこの項目で述べるモンロー郡のロチェスター市、もう1つはニューヨーク都市圏の北端、アルスター郡にあるロチェスター町である。
ただ単に「ニューヨーク州ロチェスター」といった場合、たいていはこのモンロー郡のロチェスターを指す。

## 地理

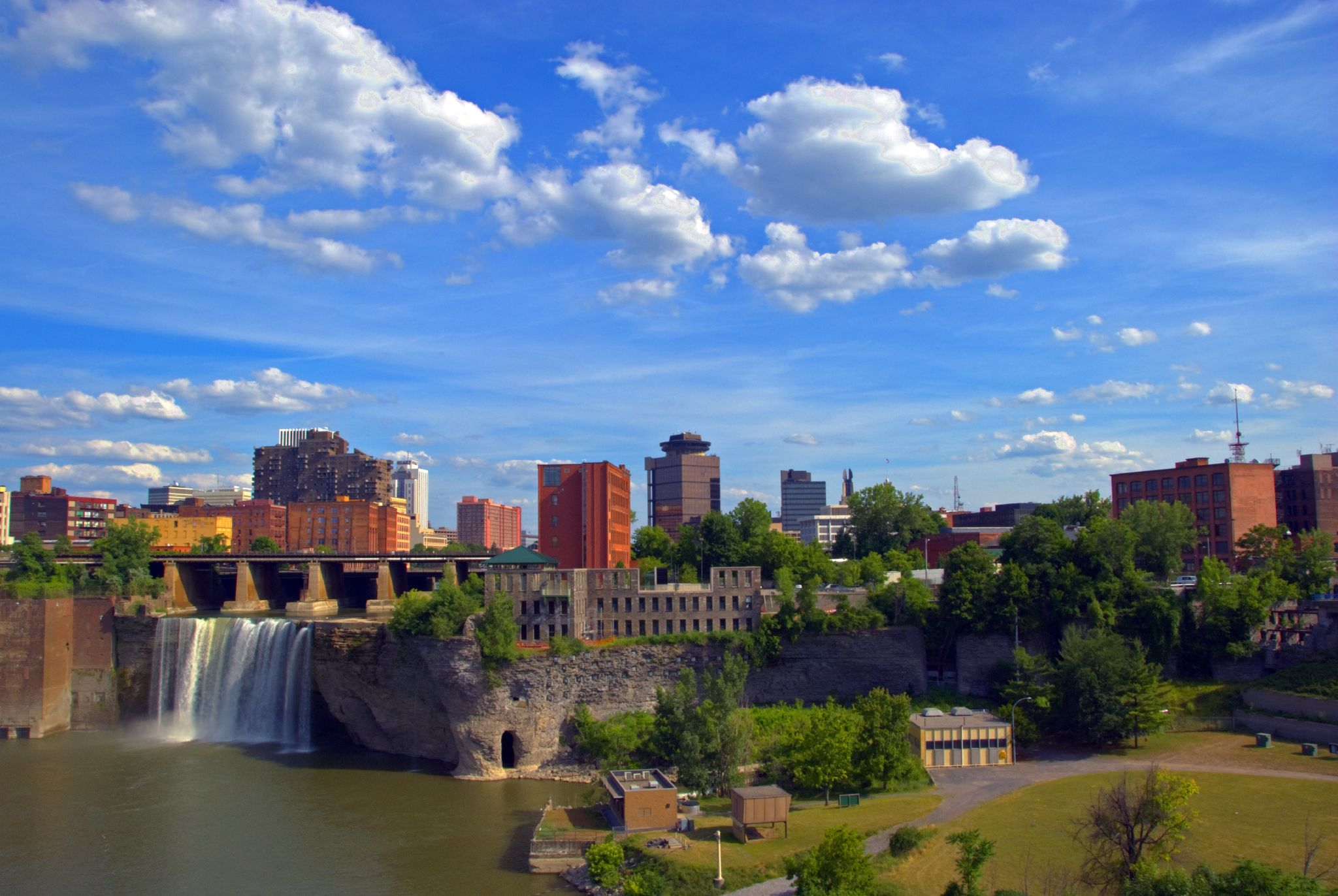
ハイ・フォールズと崖上のダウンタウン

### 位置
ロチェスターは北緯43度9分56秒 西経77度36分41秒 / 北緯43.16556度 西経77.61139度に位置している。市はオンタリオ湖の南岸、バッファローの東約115km、シラキュースの西約140kmに位置している。ジェネシー川はダウンタウンを南北に流れ、オンタリオ湖に注いでいる。アメリカ合衆国統計局によると、ロチェスター市は総面積96.1km²（37.1mi²）である。そのうち92.8km²（35.8mi²）が陸地で3.3km²（1.3mi²）が水域である。総面積の3.42%が水域になっている。

### 地形
ロチェスターの地形は新生代の氷河によって形成された。氷河は後退する際にジェネシーバレーをつくり上げ、その周囲にマウント・ホープ、ハイランド・パークの丘、ピナクル・ヒル、コブズ・ヒルなどの丘を残した。オンタリオ湖やその湾、ハイ・フォールズをはじめとする滝や渓谷、周辺の小さい湖沼、さらには近隣のフィンガーレイクスも氷河によって形成された。フィンガーレイクスのうち西側にある小さい湖、ヘムロック湖とカナディス湖はロチェスターの水道水源になっている。これらに加え、オンタリオ湖の水も水道水源として利用されている。

### 気候
ロチェスターの気候はおおむね四季がはっきりとしているが、特に涼しい夏と寒く雪の多い冬に特徴付けられる。最も寒い1月の平均気温は氷点下4℃、夜は氷点下15℃以下にまで下がることもある。また、オンタリオ湖で湿気を増したカナダからの北風は南岸のロチェスターに大雪を降らせる。12月から2月にかけての降雪量は月間50cmを超え、年間降雪量は230cmに達し、全米有数の降雪量となる。一方、夏はオンタリオ湖が冷却水の役割を果たすため涼しく、7月でも平均気温は22℃、日中でも28℃程度である。ケッペンの気候区分では亜寒帯湿潤気候（Dfa）に属する。
|               | 1月  | 2月  | 3月  | 4月  | 5月  | 6月  | 7月  | 8月  | 9月  | 10月 | 11月 | 12月 | 年    |
| ------------- | ---- | ---- | ---- | ---- | ---- | ---- | ---- | ---- | ---- | ---- | ---- | ---- | ----- |
| 平均気温（C） | -4.4 | -3.9 | 1.1  | 7.8  | 13.9 | 18.3 | 22.2 | 21.1 | 16.7 | 11.1 | 5.0  | -1.7 | 8.9   |
| 降水量（mm）  | 55.9 | 55.9 | 63.5 | 68.6 | 68.6 | 71.1 | 68.6 | 81.3 | 71.1 | 66.0 | 73.7 | 63.5 | 807.8 |
| 降雪量（cm）  | 57.7 | 56.9 | 36.6 | 9.1  | 0.8  | -    | -    | -    | -    | 0.5  | 17.0 | 49.8 | 228.4 |

### 人口

#### 人口動態
市域人口推移
以下にロチェスター市における1820年から2010年までの人口推移を表およびグラフで示す。
| 統計年 | 人口      |
| ------ | --------- |
| 1820年 | 1,502人   |
| 1830年 | 9,207人   |
| 1840年 | 20,191人  |
| 1850年 | 36,403人  |
| 1860年 | 48,204人  |
| 1870年 | 62,386人  |
| 1880年 | 89,366人  |
| 1890年 | 133,896人 |
| 1900年 | 162,608人 |
| 1910年 | 218,149人 |
| 1920年 | 295,750人 |
| 1930年 | 328,132人 |
| 1940年 | 324,975人 |
| 1950年 | 332,488人 |
| 1960年 | 318,611人 |
| 1970年 | 296,233人 |
| 1980年 | 241,741人 |
| 1990年 | 231,636人 |
| 2000年 | 219,773人 |
| 2010年 | 210,565人 |

#### 都市圏人口
ロチェスターの都市圏、および広域都市圏を形成する各郡の人口は以下の通りである（2010年国勢調査）。
ロチェスター都市圏
| 郡               | 州             | 人口        |
| ---------------- | -------------- | ----------- |
| モンロー郡       | ニューヨーク州 | 744,344人   |
| オンタリオ郡     | ニューヨーク州 | 107,931人   |
| ウェイン郡       | ニューヨーク州 | 93,772人    |
| リビングストン郡 | ニューヨーク州 | 65,393人    |
| オーリンズ郡     | ニューヨーク州 | 42,883人    |
| 合計             | 合計           | 1,054,323人 |

ロチェスター・バタビア・セネカフォールズ広域都市圏
| 都市圏/小都市圏          | 郡                 | 州                 | 人口        |
| ------------------------ | ------------------ | ------------------ | ----------- |
| ロチェスター都市圏       | ロチェスター都市圏 | ロチェスター都市圏 | 1,054,323人 |
| バタビア小都市圏         | ジェネシー郡       | ニューヨーク州     | 60,079人    |
| セネカフォールズ小都市圏 | セネカ郡           | ニューヨーク州     | 35,251人    |
| 合計                     | 合計               | 合計               | 1,149,653人 |

## 歴史

### 近代

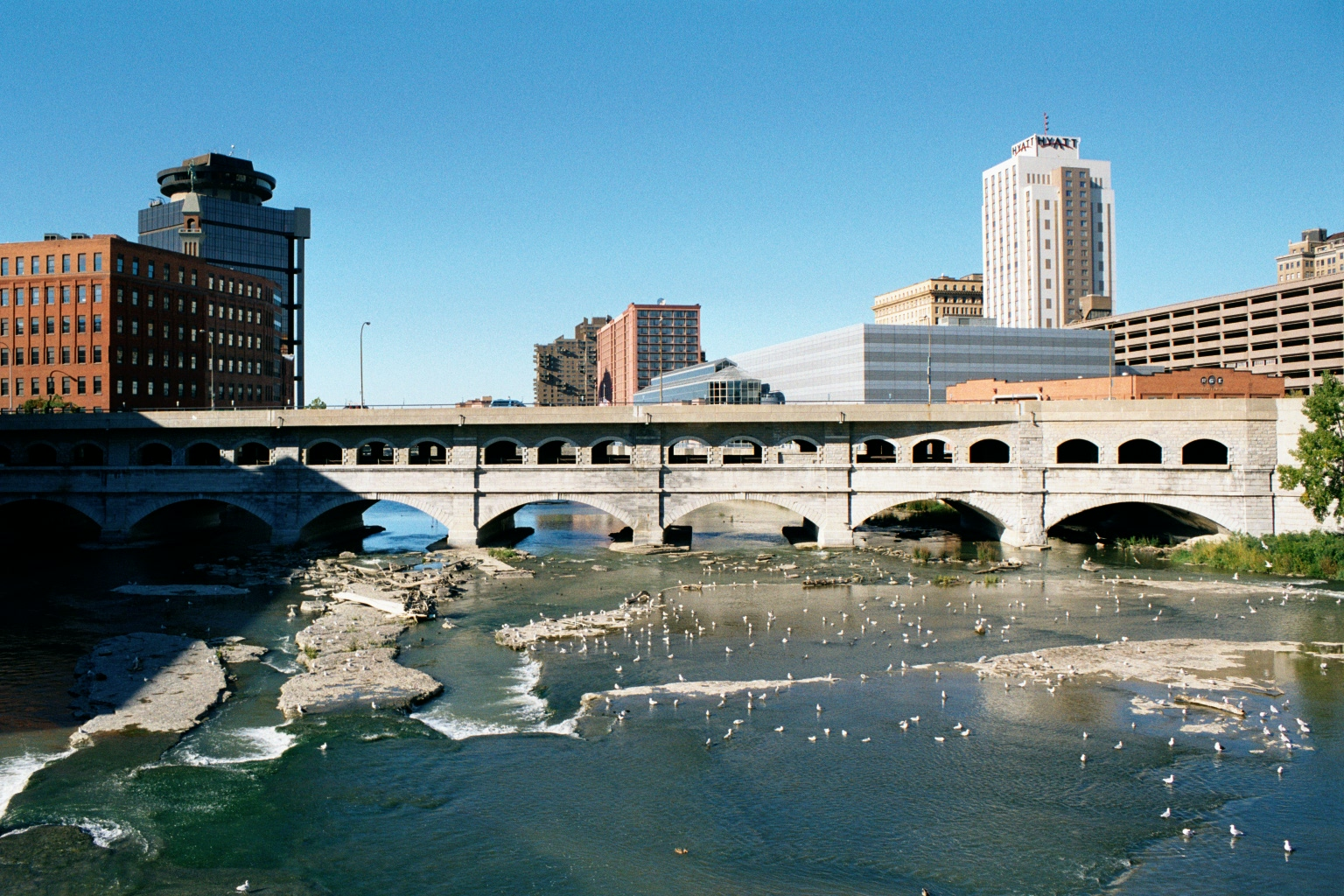
エリー運河の水道橋。もとの橋は1823年に架けられ、1842年に現在の橋に架け替えられた。1920年代に、この水道橋の上にブロード・ストリートの道路橋が架けられた。

- 1803年11月8日、ジェネシー川（英語版）沿いのおよそ40haの土地がメリーランド州出身のネイサニエル・ロチェスター（英語版）大佐、チャールズ・キャロル少佐、ウィリアム・フィッチュー大佐によって購入された。ジェネシー川に3本の小滝がかかっていたこの地は、水力発電を行うのに良い場所であると考えられた。
- 1811年初め、3人の創設者たちはこの地の調査を行い、街路を敷き、人口15人の村をスタートさせた。
- 1817年には、ブラウン兄弟ほか地元の地主は土地を提供し、ロチェスタービルの村が創設された。
- 1821年、ロチェスタービルはモンロー郡の郡庁所在地に指定された。
- 1823年には、ロチェスタービルの村域は4km²におよび、2,500人の人口を抱えていた。またこの頃から、ロチェスタービルの村は単に「ロチェスター」という名で知られるようになった。

この年、ジェネシー川をまたぐエリー運河の水道橋が架けられ、ジェネシー川以東、ハドソン川へと通ずる部分が完成した。後に鉄道が敷かれると、町の中心部に通っている運河は邪魔なものとなったため、中心部の南に流路変更がなされた。
- 1830年にはロチェスターの人口は9,200人を数え、1834年には市として正式な自治体に再指定された。

最初は、ロチェスターはThe Young Lion of the West（西の若き獅子）と呼ばれた。次いでFlour City（小麦粉の街）と呼ばれるようになった。
- 1838年頃には、ロチェスターは小麦を生産する都市の中としては当時のアメリカ合衆国領内で最大となった。また、10年の間に人口を倍増させたことから、ロチェスターはアメリカ合衆国史上最初の「急成長都市」としても知られた。

- 1847年、フレデリック・ダグラスは、ノース・スターという奴隷制度廃止論者寄りの新聞を発刊した。元奴隷であったダクラスは、自由州ニューヨークにあるこのロチェスターで奴隷制度廃止論を唱える演説者・記者となり、アメリカ合衆国内のみならず、ヨーロッパやカリブ海諸島にもノース・スターの読者を広めた。4,000部以上が購読されていたノース・スターは、奴隷廃止論者の見解を表明する重要なフォーラムとしての役割を果たしていた。

### 近現代
20世紀に入ると、ロチェスターは繊維産業、特に男性用衣料生産の中心地ともなった。
ファッション・パークやヒッキー・フリーマンといった企業はこの時代に生まれた。

## 対外関係

### 姉妹都市・提携都市
ロチェスターは以下12都市と姉妹都市提携を結んでいる。これらの姉妹都市の名は、ジェネシー川に架かるフランク・アンド・ジャネット姉妹都市橋に記されている。同橋梁はもとは単に「姉妹都市橋」という名であったが、2006年10月に現在の名称に改められた。
- アリートゥス (リトアニア)
- ウォーターフォード（アイルランド）
- カルタニッセッタ（イタリア）
- 咸陽市（中華人民共和国）
- クラクフ（ポーランド）
- サン・フェリペ・デ・プエルト・プラタ（ドミニカ共和国）
- ノブゴロド（ロシア）
- バマコ（マリ）
- 浜松市（日本国 中部地方 静岡県）
- ヴュルツブルク（ドイツ）
- レホヴォト（イスラエル）
- レンヌ（フランス）

## 経済

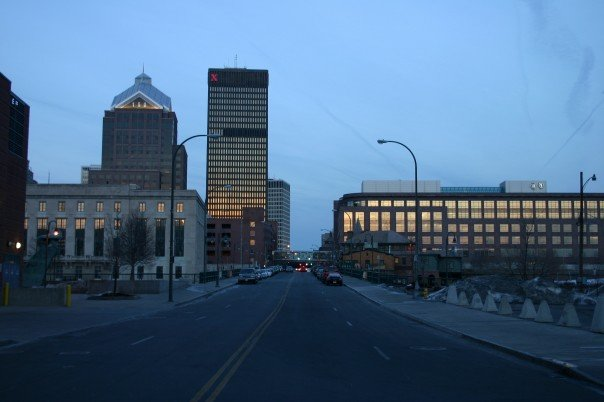
ボシュロム・タワー（左）とゼロックス・タワー（中央）

ロチェスター都市圏内にはイーストマン・コダック、コンステレーション・ブランズ、ペイチェックスといったフォーチュン1000に入る企業をはじめ、国内外ないし地域的にビジネスを展開する企業が多数本社を置いている。ボシュロムやゼロックスが創業したこの地はThe World's Image Centre（世界のイメージの中心地）という別名が示す通り光学・イメージ関連産業が発達しており、研究も進んでいる。ロチェスター大学は光学分野では全米1位である。ロチェスター工科大学はイメージ科学の分野で全米1位の評価を受けている。2005年には、ロチェスター大学はイーストマン・コダックをしのいでロチェスター最大の雇用主となった。次いで2008年には、食品スーパーマーケットチェーンのウェグマンズ・フード・マーケットが、イーストマン・コダックを抜き第2位の雇用数となった。また、ロチェスターは全米最大の新聞会社ガネットや、金融・通信事業の大手ウエスタンユニオンが創業した地でもある。
なお、ロチェスターに本社あるいは重要拠点を置く企業の完全な一覧に関しては、英語版Wikipedia、en:Rochester, New York#Companiesを参照のこと。

## 教育

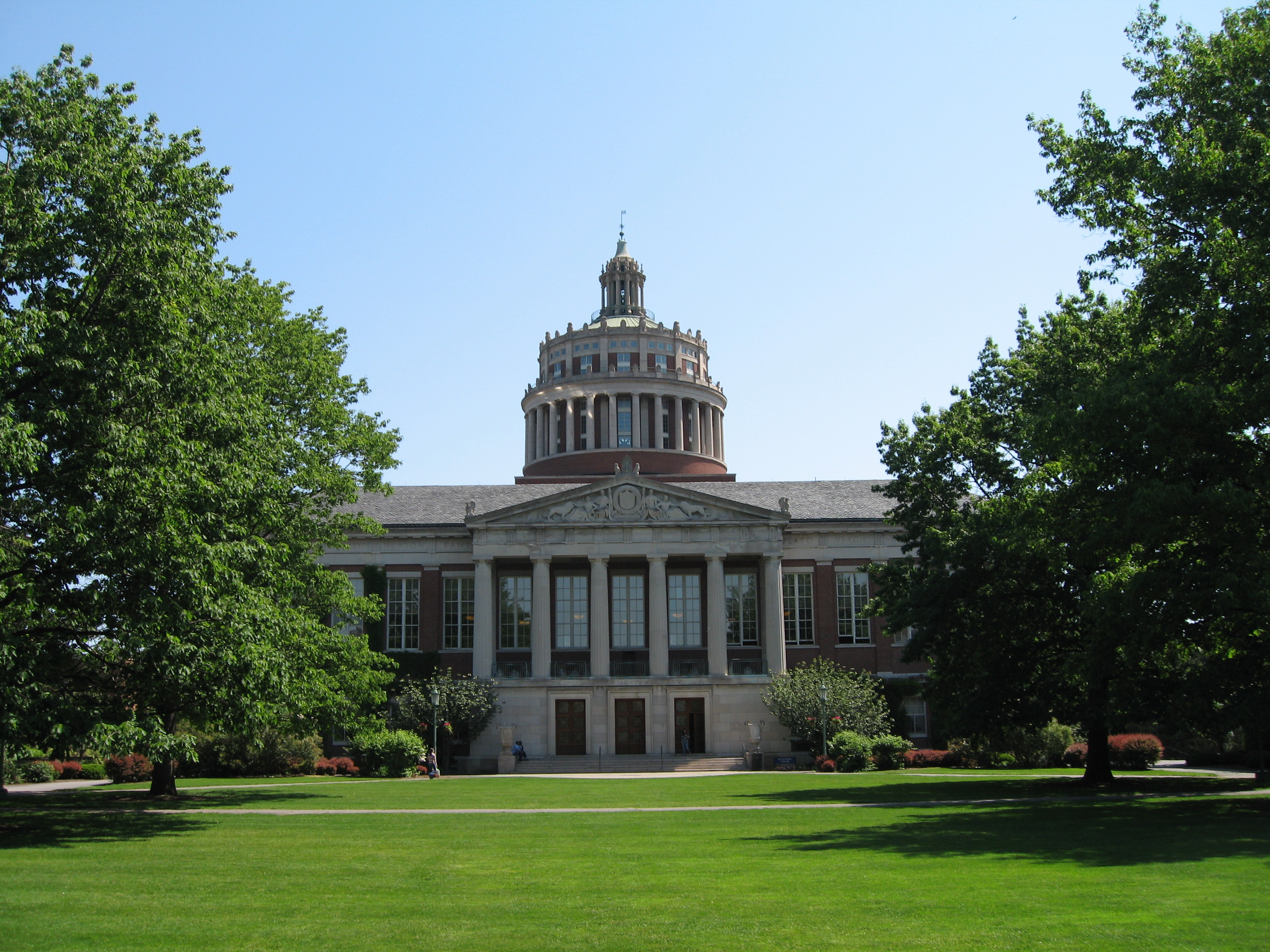
ロチェスター大学

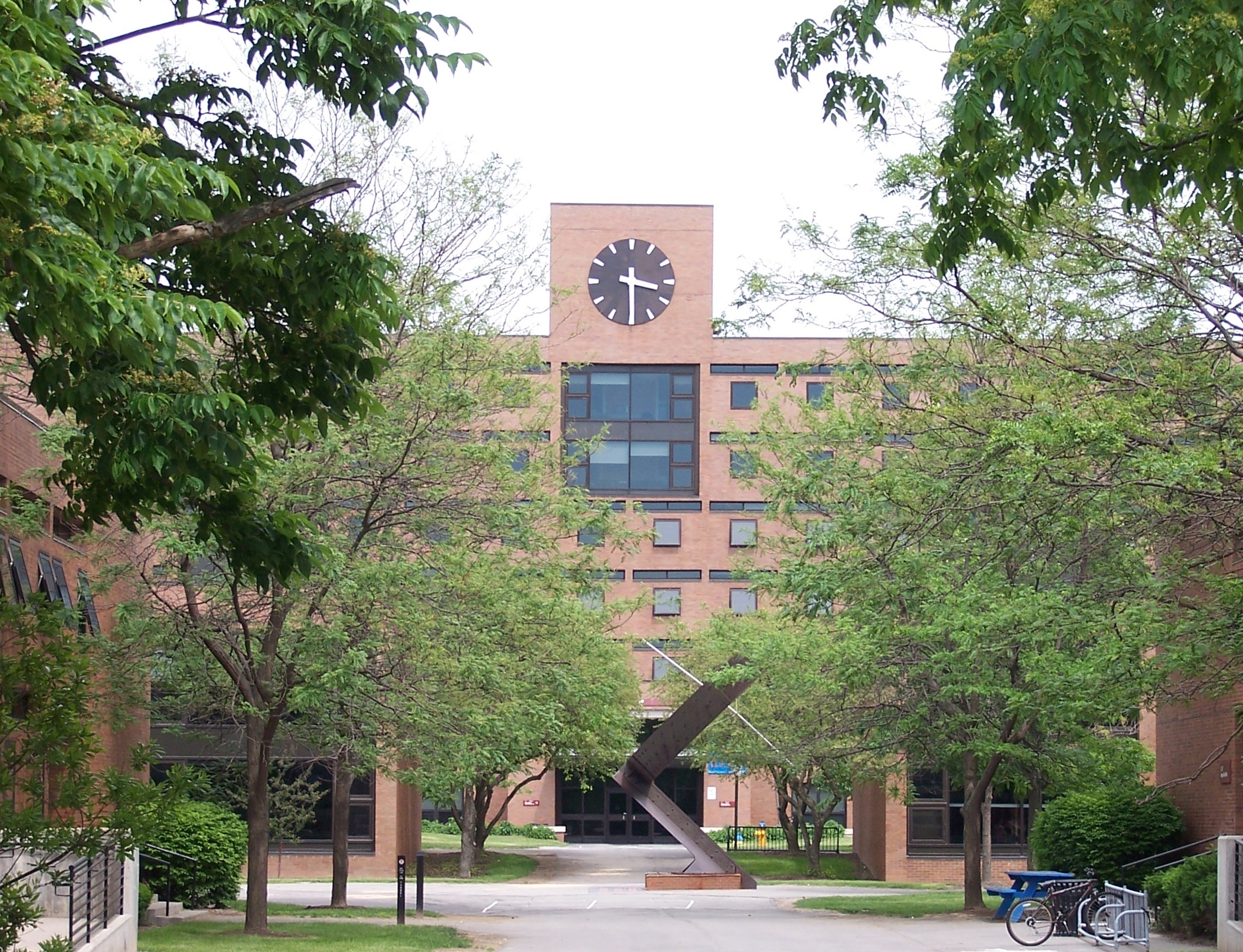
ロチェスター工科大学

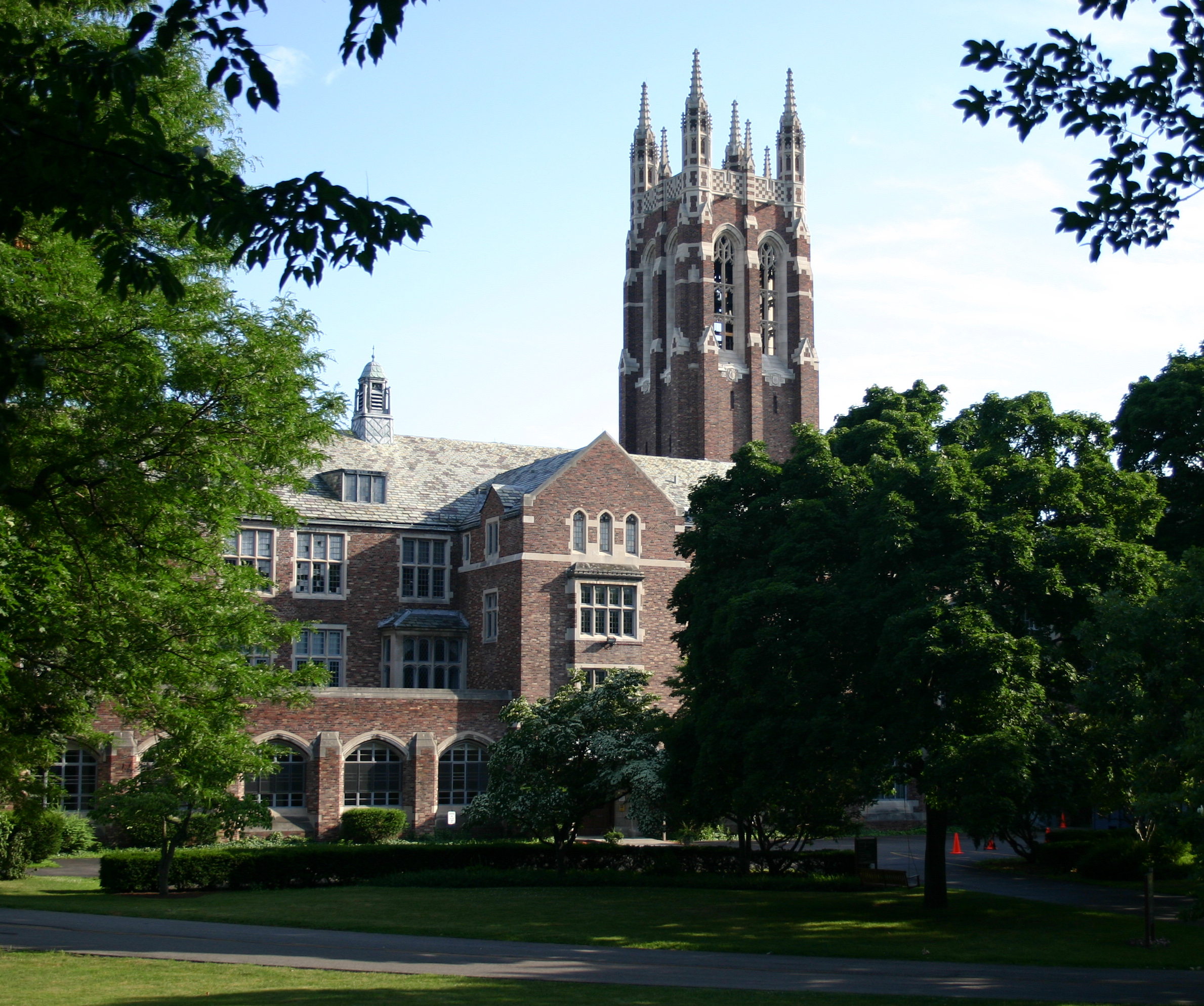
コルゲート・ロチェスター・クローザー神学校

### 大学
ロチェスターはその都市圏内に大学を数多く有する、学術都市としての要素も持っている。ロチェスター大学は1850年創立の私立総合大学で、USニューズ&ワールド・レポート誌の大学ランキングで常に上位35位以内に入る名門である。ニューズウィーク誌では「新アイビー・リーグの一角」と評されている。工学、医学、経済学、経営学といった実学面での評価が高い。また宇宙ニュートリノの検出でノーベル物理学賞を受賞した小柴昌俊は、同学の大学院博士課程を同学最短記録の18ヶ月で修了し、博士号を取得した。さらに同学の音楽学校であるイーストマン音楽学校は、ニューヨークのジュリアード音楽院、ボストンのバークリー音楽院と並び称される名門で、クラシック音楽界に多数の音楽家を輩出している。
ロチェスター大学とアメリカ合衆国エネルギー省、ニューヨーク州政府が共同で1970年に設置したレーザーエネルギー研究所（LLE）は、オメガレーザーという紫外線レーザーの研究を行っている。このレーザーは現存するすべてのレーザーの中で2番目、紫外線レーザーの中では最も出力が高く、10億分の1秒以下の時間で全米で生産される電力の100倍の光を発することができる。LLEでは、このオメガレーザーの50倍の出力を持つオメガEPレーザーの建設を2008年4月に完了し、現在稼働中である。
ロチェスター工科大学（RIT）は学部生約13,000人、大学院生約2,400人を抱え、全米の私立大学の中で10番目の規模を有する工学系総合大学である。1829年創立のこの大学は理学、工学、情報技術、イメージ科学の分野で高い評価を受けている。全米の大学の中で最も古い部類に入る産学協同プログラムを持つ同学は、学生が一定期間フルタイムで働くことで学校の取得単位に代えるシステムもある。
また、同学は連邦政府の国費で運営されている国立聾工科大学を併設している。国立聾工科大学は聴覚障害者対象の高等教育機関としてはワシントンD.C.のギャローデット大学に次ぐ長い歴史を持ち、アメリカ手話の手話通訳者養成プログラムでは全米1位の評価を受けている。そのほかコンピュータや経営学などの分野を持ち、3年制のプログラムを卒業した者には、ロチェスター工科大学の他学部へ編転入する道も開かれている。
そのほか、ロチェスターとその都市圏内には以下の大学がキャンパスを置いている。
- コルゲート・ロチェスター・クローザー神学校（Colgate Rochester Crozer Divinity School） - 1850年にロチェスター大学の創立者たちによって創立した。1961年にシカゴのバプテスト系女子修道院と、1970年にペンシルベニア州のクローザー神学校（キング牧師が在籍した）と合併し、現在の名称になった。
- モンロー・コミュニティ・カレッジ（Monroe Community College） - 1964年創立のコミュニティ・カレッジ。南東郊のブライトンに立地する。ニューヨーク州立大学システムの一部をなす。
- ナザレス大学（Nazareth College） - 1924年創立の私立リベラルアーツ・カレッジ。南東郊のピッツフォードに立地する。理学療法の博士課程を有する。
- ロバーツ・ウェズリアン大学（Roberts Wesleyan College） - 1866年創立のメソジスト系リベラルアーツ・カレッジ。南西郊のノース・チリに立地する。
- セント・ジョン・フィッシャー大学（Saint John Fisher College） - 1948年創立のカトリック系リベラル・アーツ・カレッジ。ピッツフォードに立地する。
- セント・バーナーズ神学校（St. Bernard's School of Theology and Ministry） - 1893年創立のカトリック系神学校。
- アルフレッド大学（Alfred University） - 1836年創立の小規模私立総合大学。ロチェスターの南、アルゲイニー郡のアルフレッド村に立地する。1850年代、オハイオ州のオベリン大学に次いで全米で2番目にアフリカン・アメリカンの学生を受け入れた大学となった。同じ頃、ネイティブ・アメリカンの学生も2名入学した。
- アルフレッド州立大学（SUNY Alfred） - 1908年創立の小規模州立大学。アルフレッド村に立地する。ニューヨーク州立大学システムの一部をなす。
- ニューヨーク州立大学ブロックポート校（SUNY Brockport） - 1867年創立の小規模州立大学。西郊のブロックポート村に立地する。ニューヨーク州立大学システムの一部をなす。
- エンパイア・ステート大学（Empire State College） - 州東部のサラトガ・スプリングズに本部を置く州立リベラルアーツ・カレッジ。州内に35のキャンパスを有し[6]、ロチェスター市内にもジェネシーバレー校がある。
- ニューヨーク州立大学ジェネシオ校（SUNY Geneseo） - 1871年創立の州立リベラル・アーツ・カレッジ。ロチェスターの南、リビングストン郡のジェネシオ町に立地する。ニューヨーク州立大学システムの一部をなす。
- ホバート・アンド・ウィリアム・スミス大学（Hobart and William Smith Colleges） - 1822年創立のホバート大学と1903年創立のウィリアム・スミス大学が合併して現在の名称となった。ロチェスターの南東、オンタリオ郡のジェネバ市に立地する。

前述のロチェスター大学とロチェスター工科大学、およびロチェスターの中心部から概ね1時間以内に立地するこれらの大学は、ロチェスター地域大学コンソーシアムを構成し、提携を結んでいる。

## 交通

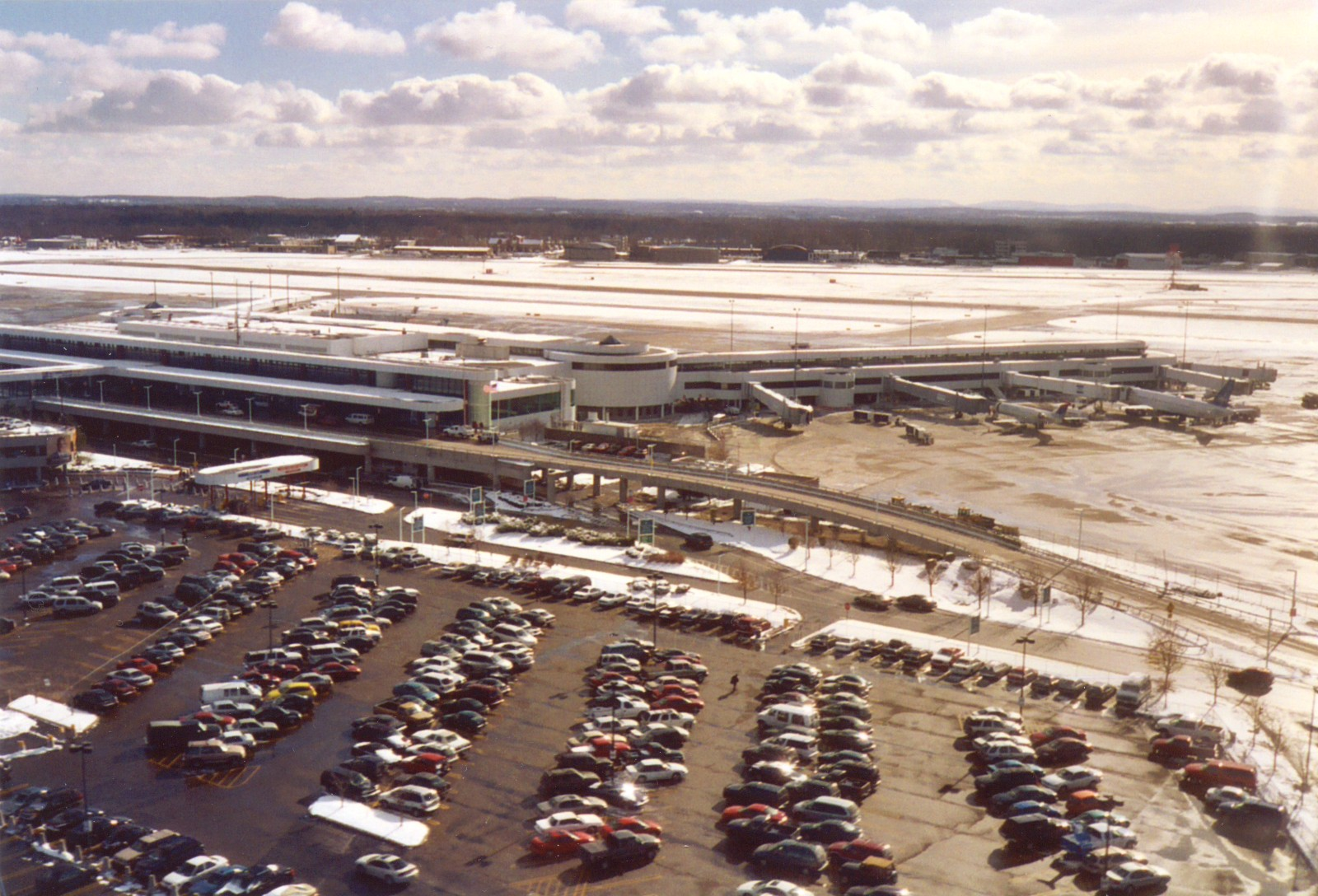
グレーター・ロチェスター国際空港

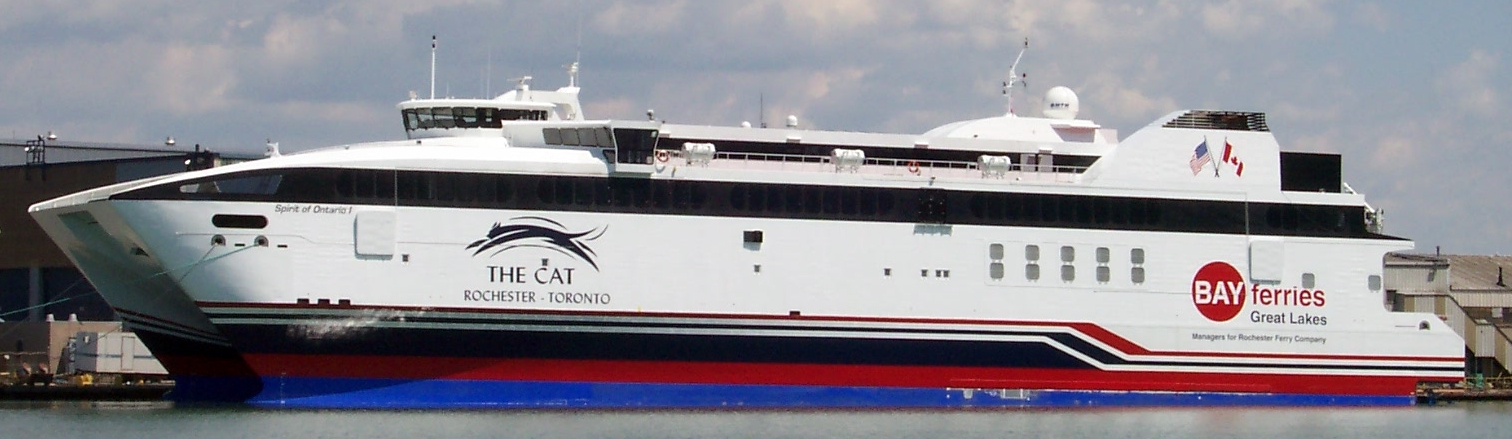
スピリット・オブ・オンタリオI

### 空路

#### 空港
ロチェスターの玄関口となる空港はダウンタウンの南西約5kmに位置するグレーター・ロチェスター国際空港（IATA: ROC）である。1927年に開港したこの空港には主要航空会社のハブ空港からの便のほか、中距離のエクスプレス便がある。

### 鉄道

#### 長距離列車
アムトラックのロチェスター駅はセントラル・アヴェニュー320にある。ロチェスター駅には下記の列車が停車する。
- シカゴとニューヨーク間の夜行長距離列車レイクショア・リミテッド号…1日1往復停車[8]
- トロントとニューヨーク間の昼行国際列車メープルリーフ号…1日1往復停車[9]

#### 近郊列車
- ニューヨーク州ナイアガラフォールズとニューヨーク間の昼行中距離列車エンパイア・サービス…1日2往復停車（ナイアガラフォールズまで運行する便がロチェスター駅に停車）[10]

#### ライトレール
かつてはロチェスター地下鉄と呼ばれるライトレールの路線も走っていたが、1957年に廃止となった。
ライトレール復活の動きもある一方で、トンネルにはホームレスが住み着き、周辺の治安が悪化するなど慢性的な問題も起きている。

### バス
ロチェスター市内、およびモンロー郡内の郊外都市・町村の公共交通機関はロチェスター・ジェネシー地域交通局（Rochester-Genesee Regional Transportation Authority、RGRTA）の運営する路線バスによってまかなわれている。ロチェスターにはグレイハウンドのバスターミナルもあり、シカゴとボストンを結ぶバスなどが停車する。

### 道路

#### 高速道路
幹線の州間高速道路I-90はロチェスターの市内を通らず、南郊外を東西に走っている。市内にはI-90の支線であるI-490が通っている。また、州北西部を南北に走るI-390はロチェスターの外郭環状道路の西半分をなしている。I-590は外郭環状道路の東半分をなす。ロチェスターの環状道路は二重になっており、これらの高速道路で構成される外郭環状道路のほか、ダウンタウンを取り囲むようにI-490に接するインナー・ループ（都心環状道路）が通っている。

### 航路

#### 水運
ロチェスター港はオンタリオ湖の湖港である。同港を通る航路は五大湖・セントローレンス水路を通じて大西洋へと至る。2004年6月17日には、オンタリオ湖を横断してトロントへと至る国際高速艇、スピリット・オブ・オンタリオI号（Spirit of Ontario I）の便が創設された。しかしロチェスター市当局の財政難による予算打ち切りのために、2005年12月12日、わずか1年半でこの便は廃止された。最高速度82ノット（時速152km/h）のこの高速艇はその後2007年、ドイツの船舶会社に売却された。

## 観光

### 観光スポット

#### 文化施設
| ジョージ・イーストマンの家 |  | イーストマン・シアター |
| ジョージ・イーストマンの家 |  | イーストマン・シアター |

イーストマン・コダック発祥の地であり、現在も同社が本社を置いているロチェスターには、コダック創設者ジョージ・イーストマンゆかりの名所が2つある。1つはジョージ・イーストマンの家である。1905年に建てられたこのジョージア様式の家は、イーストマンの死後ロチェスター大学に寄贈され、1947年にジョージ・イーストマン・ハウス写真博物館として一般公開された。ジョージ・イーストマンの家は1966年に国の歴史的ランドマーク、および国の史跡に指定された。もう1つはジョージ・イーストマンが建てたイーストマン・シアターである。1922年に開館したこの劇場は、現在ではロチェスター大学の音楽学校、イーストマン音楽学校の所有となっており、主に同校の吹奏楽やジャズの公演に用いられている。また、ロチェスター・フィルハーモニー管弦楽団もこのイーストマン・シアターを本拠地にしている。
ロチェスターの南郊約30kmに位置するマンフォードにはジェネシー･カウンティ･ビレッジ・アンド・ミュージアムがある。これは600エーカー（約2.4km²）の敷地に19世紀のジェネシー郡の村を再現した野外博物館で、工芸や行商など当時の生活のデモンストレーションも行われている。

## 文化・名物

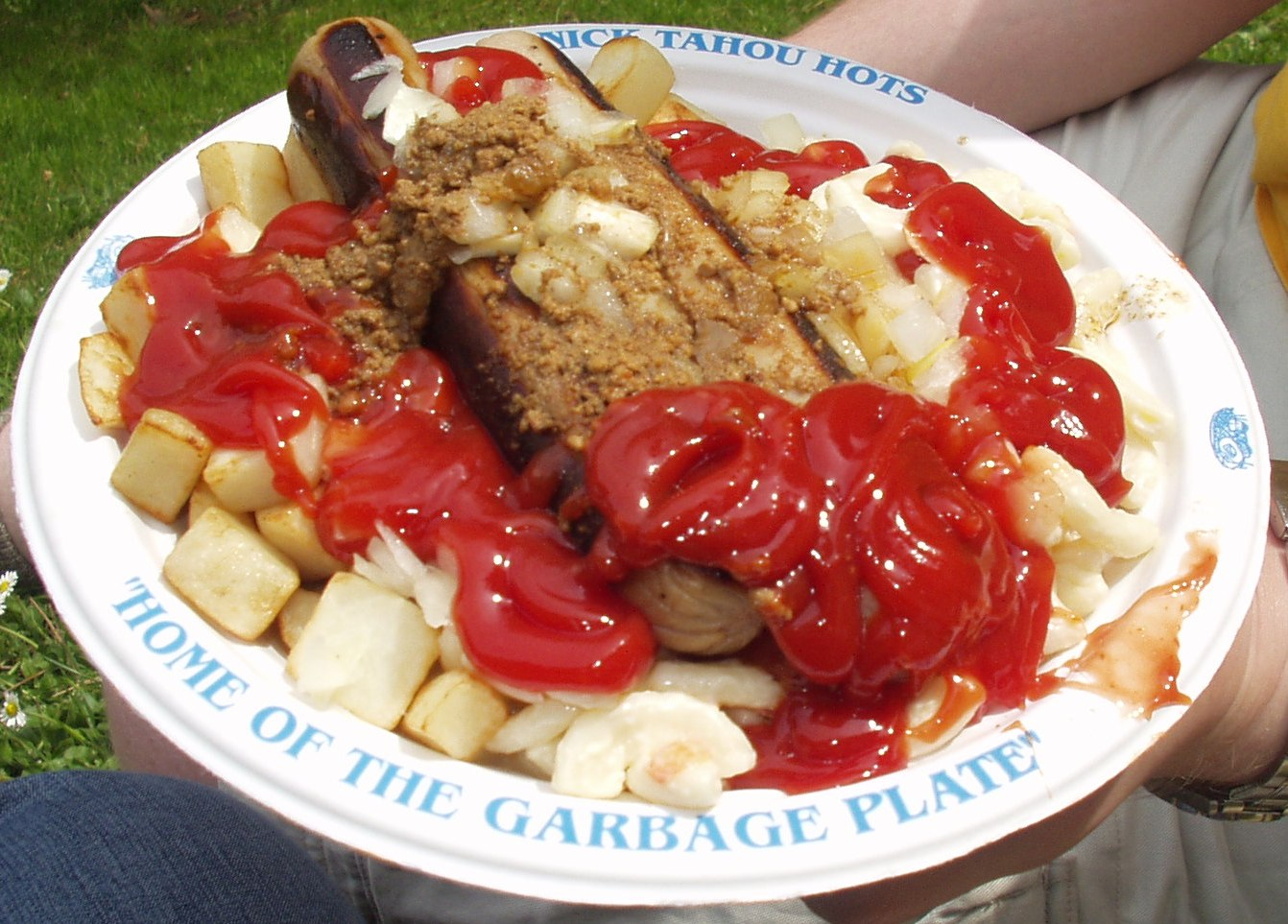
ホワイト・ホットのソーセージを用いたガーベッジ・プレート

### 食文化
ロチェスターには「ホワイト・ホット」と呼ばれる独特のホットドッグがある。このホットドッグは貯蔵のために塩分を加えたりせず、燻製にもしていないソーセージを用いて作られるホットドッグである。通常はこのソーセージをトーストしたパンにはさみ、ホットソースやチリをかけてタマネギをのせ、その上にマスタードをかけて出される。また、パンに脱脂粉乳が含まれていることもある。なお、ロチェスターでは通常のホットドッグは「レッド・ホット」と呼ばれ、区別されている。また、このホワイト・ホットに用いられるソーセージやフライドポテトなどを皿の上に乗せ、ホットソースやケチャップ、マスタードなどをかけた、ガーベッジ・プレートと呼ばれる料理も、ロチェスターの名物料理としてよく知られている。

### スポーツ

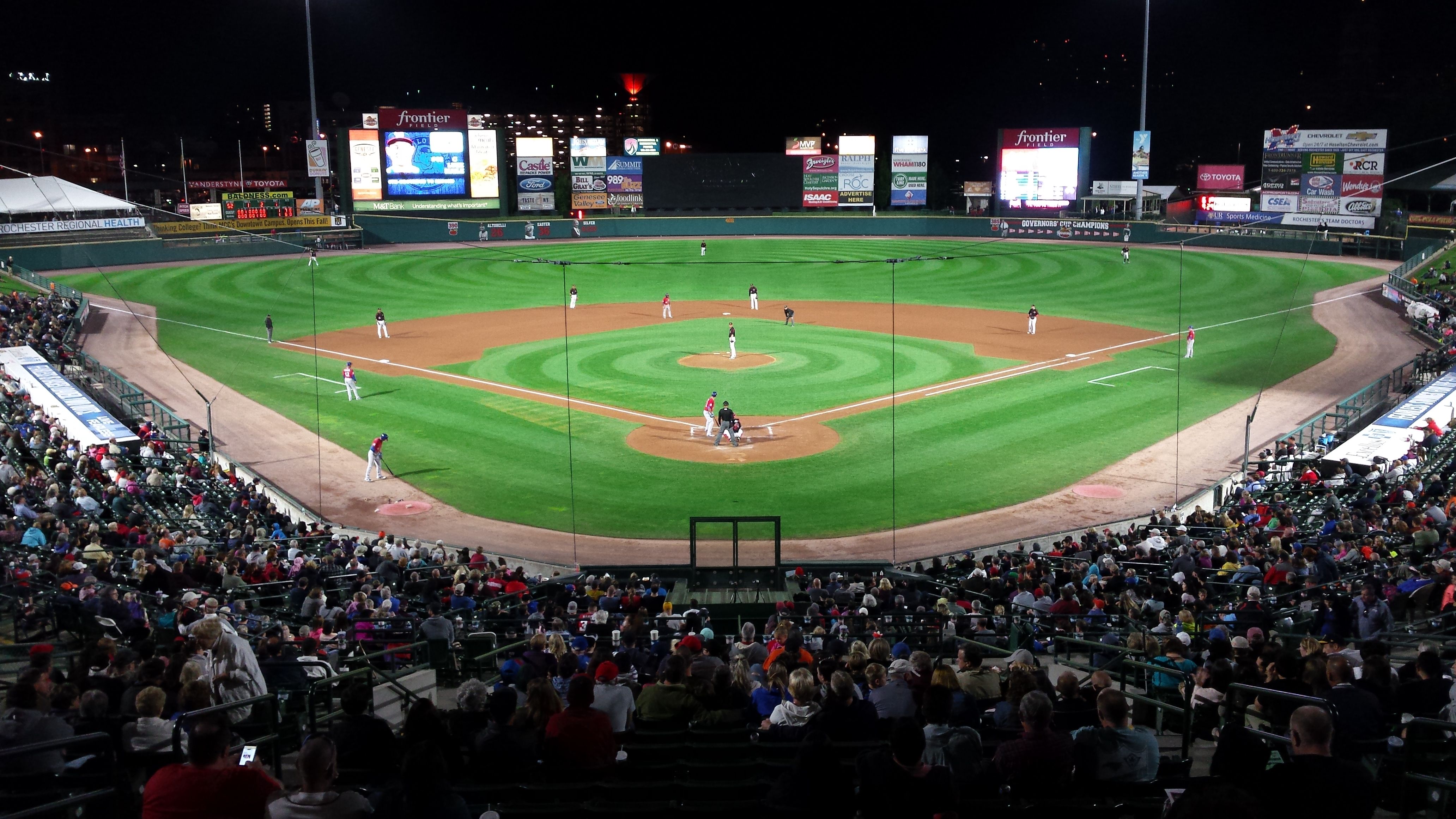
フロンティア・フィールド

#### 野球
- ロチェスター・レッドウイングス（インターナショナルリーグ）- フロンティア・フィールド